# Costanzoia longiseta
Costanzoia longiseta is een eenoogkreeftjessoort uit de familie van de Smirnovipinidae. De wetenschappelijke naam van de soort is voor het eerst geldig gepubliceerd in 2013 door Zagami & Brugnano.